# Senica (stacja kolejowa)
Senica – stacja kolejowa w miejscowości Senica, w kraju trrnawskim, na Słowacji.
Znajduje się na linii kolejowej 116 Trnava – Kúty.
Stacja kolejowa przeszła całkowitą przebudowę w 2013,

## Linie kolejowe
- Linia 116 Trnava – Kúty[1]